# Кошкино (Вологодская область)
Ко́шкино — деревня в Грязовецком районе Вологодской области России. Расположена при впадении реки Едлаз в реку Еда.
Входит в состав Перцевского муниципального образования (с 1 января 2006 года по 9 апреля 2009 года входила во Фроловское муниципальное образование), с точки зрения административно-территориального деления — во Фроловский сельсовет.
Расстояние до районного центра Грязовца по автодороге — 35 км, до центра муниципального образования Слободы по прямой — 20 км. Ближайшие населённые пункты — Семенково, Малое Займище, Блазны.
По переписи 2002 года население — 11 человек.